# Companhia de Saneamento de Sergipe
A DESO é a companhia de Saneamento do Estado de Sergipe.
Está vinculada à Secretaria de Infraestrutura do estado de Sergipe (Seinfra/SE) e é responsável por apenas 35% do saneamento básico da população local. (Dados do PNUD - Trata Brasil)
A Companhia de Saneamento de Sergipe - Deso, é uma empresa de economia mista constituída em 25/08/1969, segundo as diretrizes do Decreto-Lei Estadual nº 109 e alterações do Decreto-Lei Estadual nº 268 e que tem como principal acionista o Governo do Estado de Sergipe. A empresa trabalha com o  planejamento, a execução e a operação de sistemas de abastecimento de água e esgotamento sanitário do Estado de Sergipe.
Seu nome vem da sigla "Departamento de Saneamento".

## Polêmica sobre qualidade na prestação de serviços
Tem sido feita a agregação de uma série de dados oficiais danosos que apontam a ineficiência operacional da empresa e seu destaque negativo em relação à região Nordeste.
De acordo com os dados mais atuais da Secretaria Nacional de Saneamento Ambiental, órgão ligado ao Ministério das Cidades, a companhia sergipana apresenta índices muito altos de desperdício de distribuição nos cinco maiores municípios do Estado.
É como se de toda a água que a Deso captasse e entregasse, ela recebesse por apenas 36,8% - se Socorro fosse o referencial médio. E há suspeita de que a média geral ponderada de perda da Companhia no Estado seja de 50% - mas nem ela mesma sabe quantificar isto com exatidão.
O cenário acima, nada alentador, é complementado por números que destacam a estatal Deso no Nordeste de forma pouco honrosa.
Um dos principais motivos para a ocorrência dos problemas seria dado pela falta de fiscalização. Argumenta-se ainda que a empresa está terceirizando funcionários em excesso, delegando a outras empresas inclusive atividades-fim, o que é ilegal.

## Ingerência
O economista Dr. Tácito Augusto Farias  comentou que, pelas características da economia regional, é uma surpresa que Sergipe tenha a taxa de água mais cara do Nordeste. "A única justificativa para essa liderança do Estado é a incompetência da empresa. Não há outra razão", reforça.
A empresa admite  que não consegue ter uma estrutura de vistoria que atenda a toda a demanda. A polêmica se acentua pois a Deso pertence ao Estado, mas é uma empresa técnica e gerida com recursos próprios. Nesse sentido, se conota contradições possíveis entre o discurso de apartidarismo e, dado o novo jogo político,  as falhas mais recentes que nas execuções na prestação de serviço público.

## Privatização
Em leilão na B3 realizado em 04 de setembro de 2024, a Iguá Saneamento apresentou proposta pelos ativos de distribuição de água e de esgotamento sanitário da Deso, em 74 dos 75 municípios do estado, com oferta de outorga de R$ 4,5 bilhões e previsão de investimentos de R$ 6,3 bilhões ao longo de 35 anos de concessão. O objetivo da privatização é atingir uma meta de abastecimento de água de 99% na área urbana e em povoados do estado até 2033 e de 90% para esgotamento até 2033. 
A Deso seguirá responsável pela captação e tratamento da água, que será vendida à concessionária.

A Iguá é controlada pela empresa de investimentos Canada Pension Plan Investment Board (CPPIB).